# Zew Cthulhu (opowiadanie)
Zew Cthulhu (ang. The Call of Cthulhu) − tytuł opowiadania grozy H.P. Lovecrafta. Napisane zostało w 1926 roku, a opublikowane po raz pierwszy w 1928 na łamach Weird Tales. 
Zapoczątkowało ono cykl opowiadań tworzących swoistą mitologię o Cthulhu. Wszystkie one opublikowane zostały w Polsce w zbiorze Zew Cthulhu (1983).

## Treść
Opowiadanie składa się z trzech części: Horror w glinie, Opowieść inspektora Legrasse, Szaleństwo na morzu. Narratorem jest uczony, który studiuje dokumenty pozostawione przez „jego wujecznego dziadka, George’a Gammela Angella, emerytowanego profesora języków semickich w Brown University, Providence, Rhode Island”. W skrzynce badacz znalazł dziwną płaskorzeźbę w glinie, bezładne zapiski i jakieś wycinki z gazet. Wszelkie zapiski tyczą się tajemniczego kultu Cthulhu. Wraz z uczonym czytelnik wciągany jest w wir wydarzeń z przeszłości kierujących do mrocznej tajemnicy.
Okazuje się, że dziwaczna rzeźba powstała w rękach młodego artysty Wilcoxa, zainspirowanego surrealistycznymi snami o straszliwym mieście. 
W skrzyni znajdują się niejasno ze sobą powiązane notatki o przypadkach obłędu i chorób psychicznych u różnych ludzi, o sektach, etc. 
W dalszej części powoli badacz, a wraz z nim czytelnik, przedziera się przez gąszcz niewiarygodnych opowieści, które podważają naszą, ludzką wiedzę o świecie. Wedle nich poza ludźmi istnieją olbrzymie siły, których się nie da opanować. Jedną z nich jest tajemniczy Cthulhu, który spoczywa ponoć we śnie pod kamienną kryptą zatopionego miasta R’lyeh. O tym mieście pisze naukowiec: „(...) ociekające wodą miasto Cyklopów zbudowane z oślizgłego zielonego kamienia - którego wymiary geometryczne, jak Wilcox dość osobliwie zaznaczył, były nieprawidłowe - i słyszałem w przerażającym oczekiwaniu nieustanne, półprzytomne wołanie z podziemi: „Cthulhu fhtagn”, „Cthulhu fhtagn (...)”. 
Jednak kulminacyjną opowieścią jest ta o tajemniczym rejsie „Emmy”. Wraz z jej załogą czytelnik przenosi się w samo serce grobowca Cthulhu.
„Zew Cthulhu” jest najsłynniejszym i jednym z najważniejszych opowiadań Lovecrafta, głównie ze względu na to, że zapisał w nim podstawy świata, który dosyć konsekwentnie (poza wyjątkami) tworzył. W utworze pokazuje zło, które tylko czeka na dogodny układ planet, aby odzyskać władzę nad światem. Badacz utracił zdrowie psychiczne od samych domysłów na temat zatopionego, mulistego miasta i jego władcy. Nietrudno się więc domyślić co się stanie, gdy nadejdzie Dzień Przebudzenia.
Cytaty za przekładem Ryszardy Grzybowskiej.